# Макнилл, Конор
Конор Макнилл (англ. Conor MacNeill; род. 4 июля 1988, Белфаст) — британский кино- и телеактёр. Наиболее известен по роли Кенни Килблейна в сериале BBC Two и HBO «Индустрия» (2020–н.в.).

## Биография
Макнилл родился в Западном Белфасте и снимался в таких фильмах, как «Пятьдесят ходячих трупов» и «Мирный огонь» режиссёра Макдара Валли. Он снялся в камео как «Фанта» в «Вишнёвой бомбе». Он сыграл персонажа Дейва в «Пяти минутах рая», в котором режиссером фильма был Оливер Хиршбигель.
Он снялся вместе с Ристардом Купером в роли Кьярана Макионрайка в ирландской комедийной драме «Кризис», за которую он получил номинацию «Выдающийся актёр» на Фестивале телевидения в Монте-Карло 2010 года. Он много выступал на сцене в Ирландии. Съёмки в Театре лирических игроков, Воротном Театре и Центре проектного искусства. Он был номинирован на лучшую мужскую роль в 2011 году на «Irish Times Theatre Awards».
В 2011 году он появился вместе с Бренданом Фрэйзером, Дэвидом О'Хара и Мартином Макканном в фильме «Полный абзац» под руководством Терри Джорджа. Премьера фильма состоялась на кинофестивале Трайбека 2012 года. Он появился вместе с Дэвидом Уилмотом в «Спасая Титаник», играя Фрэнка Белла.
Макнилл дебютировал в Лондоне в 2012 году в «Donmar Warehouse» и появился на сцене вместе с Дэниелом Рэдклиффом в «Калеке с острова Инишмаан» Мартина Макдонаха, режиссёром которого был Майкл Грандэйдж. Весной 2014 года это производство было передано на Бродвей в Театр Корта для ограниченного тиража. Шоу собрало 6 номинаций на премию Тони.
В 2016 году Макнилл снялся в фильме Уита Стиллмана «Любовь и дружба» и в заключительных эпизодах сериала «Крах».
В апреле 2017 года он появился в пьесе «Паромщик» в театре «Ройал-Корт», перед тем как его перевели в театр «Гилгуд» в Вест-Энде. Он появился в бродвейской передаче спектакля в театре Бернарда Б. Джейкобса осенью 2018 года.
В 2023 году Макнилл появился в роли Мартина Смита в криминальной драме BBC One «Шестая заповедь», рассказывающей о преступлениях Бена Филда.